# Шерлок Холмс: Игра сенки
Шерлок Холмс: Игра сенки (енгл. Sherlock Holmes: A Game of Shadows) је британско-амерички акциони филм са елементима мистерије из 2011. године, режисера Гаја Ричија који су продуцирали Џоел Силвер, Лајонел Виграм, Сузан Дауни и Ден Лин. Представља независни наставак филма Шерлок Холмс из 2009, и такође је заснован на истоменом главном јунаку из романа писца Артура Конана Дојла. Сценарио су написали Кијеран Малрони и Мишел Малрони. Роберт Дауни млађи и Џуд Ло поново наступају у улогама Шерлока Холмса и др Џона Вотсона, који заједничким снагама покушавају да надмудре и савладају свог најлукавијег противника, професора Моријартија чији лик тумачи Џаред Харис. Сценарио је писан према причи „Његов последњи подвиг“, али не као његова прецизна адаптација, већ је Дојлово дело пре послужило као инспирација.
Филм је премијерно приказан у Уједињеном Краљевству и САД 16. децембра 2011, а у Србији 20. децембра 2011. Према америчком дистрибутеру, компанији Ворнер брос, у првој недељи приказивања у САД филм је инкасирао 40 милиона долара, а укупна зарада је износила преко 545 милиона долара. Добио је позитивне критике од стране критичара, који су нарочито похвалили радњу, лик Моријартија, акционе сцене, продукцију и глуму, али су критиковали веома кратко појављивање Макадамсове. Најављено је да је наставак у фази развоја, у коме ће Дауни и Ло репризирати своје улоге.

## Радња
Шерлок Холмс је одувек био најпаметнији човек у окружењу... Све до сада. На слободи је нови криминални геније – професор Џејмс Моријарти – који не само да својим умом може да парира Холмсу, него му и његова склоност ка злим радњама, заједно са потпуним одсуством савести, дају предност у односу на чувеног детектива. Широм света круже вести: Индијски тајкун памука настрадао је у скандалу; кинески трговац опијумом умире од очигледне прекомерне дозе; бомбардовање Стразбура и Беча; смрт америчког магната челика. Нико не види везу између ових наизглед насумичних догађаја – нико, осим великог Шерлока Холмса, који је увидео постојање мреже смрти и уништења. У њеном центру лежи злокобни паук: Моријарти. Холмсова истрага Моријартијеве завере постаје све опаснија и одводи њега и доктора Вотсона ван Лондона, у Француску, Немачку и на крају у Швајцарску. Али препредени Моријарти је увек један корак испред и све је ближе испуњењу свог злослутног плана. Ако му то пође за руком, не само да ће постати изузетно имућан и утицајан, него ће и изменити ток историје.

## Улоге
| Глумац             | Улога              |
| ------------------ | ------------------ |
| Роберт Дауни млађи | Шерлок Холмс       |
| Џуд Ло             | доктор Џон Вотсон  |
| Номи Рапас         | мадам Сим          |
| Џаред Харис        | професор Моријарти |
| Стивен Фрај        | Мајкрофт Холмс     |
| Рејчел Макадамс    | Ајрин Адлер        |
| Кели Рајли         | госпођа Вотсон     |
| Џералдина Џејмс    | госпођа Хадсон     |
| Еди Марсан         | инспектор Лестрад  |

## Продукција
Након успеха који је 2009. остварио филм Шерлок Холмс, компанија Ворнер брос је убрзо почела са припремама за снимање наставка, због чега је режисер Гај Ричи одустао од снимања филма чији је главни лик јунак из стрипа Лобо, а Роберт Дауни млађи напустио екипу филма . Није било јасно да ли ће се Рејчел Макадамс уопште појавити у филму. Сама Макадамс је изјавила: „Уколико будем играла, то неће бити значајно. Није главна улога“. Почетком фебруара 2011, компанија Ворнер брос је потврдила за часопис „Ентертејнмент викли“ (енгл. Entertainment Weekly) да ће Макадамс играти у наставку филма.
Према неким изворима, улогу професора Моријатија требало је да тумачи Бред Пит, али је она припала Џареду Харису.
Филм је заснован на Дојловом делу „Његов последњи подвиг“. Иако је радња смештена у временски период од неколико месеци после догађаја приказаних у првом делу, замишљено је да се Шерлок Холмс: Игра сенки може гледати независно од њега.